# Supertaça Portuguesa de Voleibol de 2018
A Supertaça Portuguesa de Voleibol Masculino de 2018 foi a 22.ª edição da Supertaça Portuguesa de Voleibol. 
Opôs o campeão nacional Sporting CP, enquanto vencedor do Campeonato Nacional de Voleibol de 2017–18, ao SL Benfica, vencedor da Taça de Portugal de Voleibol de 2017–18. 
A partida foi disputada a 5 de outubro de 2018 no Pavilhão Municipal de Póvoa de Varzim.

## Qualificação
O Sporting qualificou-se para a Supertaça Portuguesa de Andebol de 2018 enquanto Campeão Nacional, tendo conquistado o 6.º título do seu palmarés.
O SL Benfica qualificou-se para esta edição da Supertaça enquanto vencedor da Taça de Portugal de Voleibol de 2017–18.

## Partida
| Supertaça Portuguesa de Voleibol |            |        |             |        |        |        |        |        |                                       |
| Hora                             |            | Placar |             | 1º Set | 2º Set | 3º Set | 4º Set | 5º Set | Local                                 |
| 19h00                            | SL Benfica | 0–3    | Sporting CP | 22–25  | 25–27  | 34–36  |        |        | Pavilhão Municipal de Póvoa de Varzim |

## Vencedor
| Supertaça Portuguesa de Voleibol de 2018 |
| ---------------------------------------- |
| SL Benfica 9.º título                    |